# 1375
- Wikisource

| Calendário gregoriano                                                        | 1375 MCCCLXXV                                         |
| Ab urbe condita                                                              | 2128                                                  |
| Calendário arménio                                                           | 824 – 825                                             |
| Calendário bahá'í                                                            | -469 – -468                                           |
| Calendário budista                                                           | 1919                                                  |
| Calendário chinês                                                            | 4071 – 4072 Início a 1 de fevereiro (aproximadamente) |
| Calendário copta                                                             | 1091 – 1092                                           |
| Calendário etíope                                                            | 1367 – 1368                                           |
| Calendários hindus - Vikram Samvat - Calendário nacional indiano - Cáli Iuga | 1430 – 1431 1296 – 1297 4475 – 4476                   |
| Calendário Holoceno                                                          | 11375                                                 |
| Calendário islâmico                                                          | 777 – 778                                             |
| Calendário judaico                                                           | 5135 – 5136                                           |
| Calendário persa                                                             | 753 – 754                                             |
| Calendário rúnico                                                            | 1625                                                  |
| Calendário solar tailandês                                                   | 1918                                                  |

1375 (MCCCLXXV, na numeração romana) foi um ano comum do século XIV do Calendário Juliano e a sua letra dominical foi G (52 semanas), teve início numa segunda-feira e terminou também numa segunda-feira.
| Ano completo                         |
| ------------------------------------ |
| Ano comum com início à segunda-feira |

## Eventos
- Destruição do farol de Alexandria, uma das sete maravilhas do mundo antigo, durante um sismo.
- 28 de Maio - Lei das Sesmarias no reinado de D. Fernando I de Portugal.
- O Atlas Catalão, de Jehuda Cresques, actualmente na Bibliothèque Nationale de France, em Paris, faz referência à ilha de São Jorge, Açores.
- A conquista do Reino Armênio da Cilícia pelos Mamelucos termina a independência armênia.[1]

## Nascimentos
- Heitor Soares Tangil nobre medieval português, Senhor de Valadares e do Couto de Linhares na Galiza.
- D. Pedro de Portugal, Filho de D.Fernando de Portugal e de D.Leonor de Teles (morreu jovem).

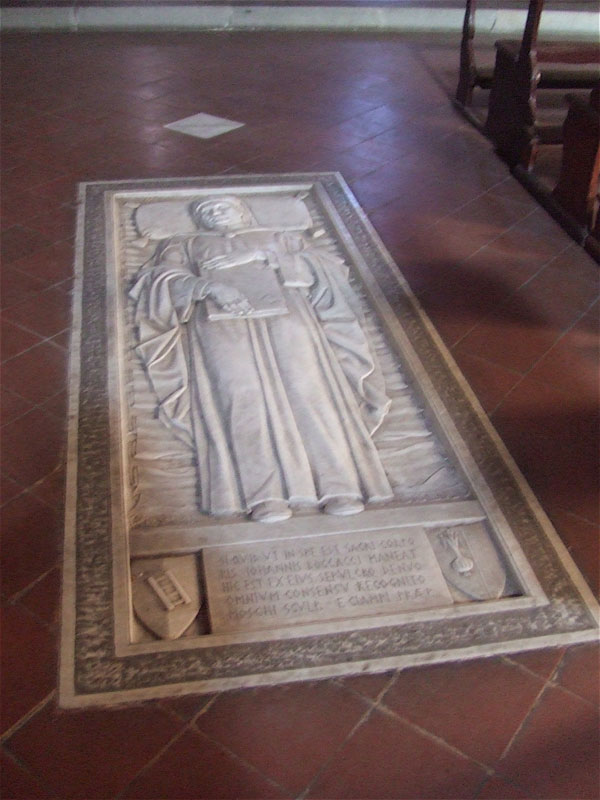
Pedra tumular de Giovanni Boccaccio na igreja dos Santos Tiago e Filipe, em Certaldo, Toscânia, Itália.

## Mortes
- 21 de dezembro - Giovanni Boccaccio, escritor, crítico literário e poeta italiano (n. 1313).[2]